# لويس قالوا
لويس ريني فرناند قالوا (بالفرنسية: Louis Gallois)‏، ولد يوم 26 يناير 1944 في مونتوبان (مقاطعة تارن-اي-قارون) بفرنسا، وهو مدير وموضف سامي فرنسي. رئيس الشركة الوطنية للسكك الحديدية الفرنسية من جويلية 1996 ال جويلية 2006، عين الرئيس التنفيذي لـإي أي دي أس في 2 يوليو 2006 ورئيس مدير عام لإيرباص في 9 أكتوبر من نفس السنة، عوضا عن كريستيان سترايف.

## روابط خارجية
- لويس قالوا على موقع مونزينجر (الألمانية)